# Saint-Domingue
Saint-Domingue var en fransk koloni från 1659 till 1804, då den oberoende republiken Haiti utropades.
Saint-Domingue är franska för det spanska namnet Santo Domingo. Spanien kontrollerade hela ön Hispaniola (även kallad Santo Domingo eller San Domingo) från 1490-talet fram till 1600-talet, då franska pirater började grunda marina baser på den västra sidan av ön. I Ryswick-avtalet 1697 erkände Spanien formellt Frankrikes äganderätt över en tredjedel av ön.
Franska buckanjärer etablerade den första bosättningen på ön Tortuga 1625. De klarade sig genom att, genom sjöröveri erövra spanska skepp, äta vilda djur och sälja djurhudar till handelsmän från en rad olika nationer. Trots att spanjorerna ett flertal gånger förstörde buckanjärernas bosättningar, så återvände de alltid, på grund av överflödet av naturresurser. Den första officiella bosättningen på Tortuga grundades 1659 under Ludvig XIV.
1664 tog det nyligen grundade franska västindiska kompaniet kontrollen över kolonin, och döpte den till Saint-Domingue. 1670 grundades den första permanenta franska bosättningen på ön och 1697 undertecknades Ryswick-avtalet. Vid det laget spirade affärerna på ön; man odlade bland annat bomull, tobak, kakao och indigo på den bördiga norra jorden. Detta ledde till att även slavimporten sköt i höjden.

## Grundande
År 1625 grundade franska buckanjärer en bosättning på ön Tortuga innan de begav sig till Grande Terre (fastlandet). De överlevde genom att erövra spanska skepp, äta vildsvin och boskap och erbjuda gömställen åt handelsmän. Trots att spanjorerna vid ett flertal tillfällen förstörde buckanjärernas bosättningar, återvände de alltid på grund av överflödet av naturresurser: trä, vildsvin och boskap, och färskt vatten. Bosättningen på Tortuga grundades officiellt 1659 under Ludvig XIV.
Bland buckanjärerna återfanns Bertrand d'Ogeron som spelade en stor roll i bosättningen på Saint-Domingue. Hans uppmuntrande av tobaksodling fick buckanjärerna och pirater, som inte hade underställt sig den kungliga makten förrän 1660, att bli fast bosatta. D'Orgeron drog även till sig många kolonister från Martinique och Guadeloupe, som Jean Roy, Jean Hebert och hans familj och Guillaume Barre och hans familj. År 1670, strax efter det att Cap François (senare Cap Français, idag Cap-Haïtien) hade grundats, ägde en kris inom tobaksodlingen rum och ett stort antal områden övergavs. Antalet pirater ökade och plundringen, som vid Vera Cruz 1683 eller Campêche 1686, tilltog. Jean-Baptiste Colbert, Marquis de Seignelay (Jean Baptist Colberts äldste son) och flottans överbefälhavare lyckades återställa ordningen genom ett antal åtgärder. Bland dessa ingick skapandet av indigo- och sockerrörsplantager. Den första vindkvarnen för sockerproduktion skapades 1685.
I Ryswick-avtalet 1697 erkände Spanien formellt Frankrikes äganderätt över en tredjedel av ön.

## Blomstrande koloni
Innan Sjuåriga kriget (1756-1763) utbröt upplevde Saint-Domingue en gradvis ekonomisk expansion där socker och senare kaffe var viktiga exportvaror. Efter kriget, som störde handeln över havet, expanderade kolonin kraftigt. År 1767 exporterade man 32,6 miljoner kilo råsocker och 23 miljoner kilo förfinat socker, en knapp halv miljon kilo indigo och knappt en miljon kilo bomull. Saint-Domingue blev känt som "Antillernas pärla" och var en av Frankrikes rikaste kolonier under 1700-talet. Under 1780-talet producerade Saint-Domingue ungefär 40 procent av allt socker och 60 procent av allt kaffe som konsumerades i Europa. Ön, som är ungefär lika stor som Belgien, producerade mer socker och kaffe än alla Storbritanniens västindiska kolonier tillsammans.
Arbetskraften på dessa plantager utgjordes av omkring 790 000 afrikanska slavar (som 1783–1791 utgjorde en tredjedel av hela den atlantiska slavhandelns slavar). Mellan 1764 och 1771 varierade den genomsnittliga importen av slavar mellan 10 000 och 15 000, år 1786 uppgick antalet till 28 000 och från 1787 mottog man över 40 000 slavar per år. Oförmågan att bibehålla antalet slavar utan ny import från Afrika innebar dock att slavbefolkningen år 1789 uppgick till 500 000, som styrdes av en vit befolkning på omkring 32 000. Majoriteten av kolonins slavar var alltid afrikansk-födda eftersom slaveriets brutala förhållanden och tropiska sjukdomar som gula febern hindrade befolkningen att öka på naturlig väg. Afrikansk kultur förblev följaktligen ett varaktigt inslag bland slavbefolkningen, i synnerhet den västafrikanska Voodooreligionen som kombinerade katolsk liturgi och ritualer med trosuppfattningar och praktiker på Guinea, Kongoriket och Dahomey. Slavhandlare sökte längs hela Afrikas atlantiska kust och slavarna härstammade följaktligen från hundratals olika stammar, med olika språk och kultur. Majoriteten kom från Guldkusten och Slavkusten.

### Fotnoter
1. ↑  C. L. R. James The Black Jacobins (Vintage Books: New York, 1963) s. 45
2. ↑  C. L. R. James The Black Jacobins s. 55
3. ↑  Slavery Colonial Era Arkiverad 17 juni 2006 hämtat från the Wayback Machine., Africaonline.com
4. ↑  Vodou är ett dahomeannskt ord som betyder 'gud' eller 'ande'.